# Grzybina
Grzybina – wieś w Polsce położona w województwie podlaskim, w powiecie suwalskim, w gminie Wiżajny.
W latach 1975–1998 miejscowość administracyjnie należała do województwa suwalskiego.
W okresie międzywojennym stacjonowała tu strażnica Korpusu Ochrony Pogranicza.
Przez miejscowość przebiega droga wojewódzka nr 651.

## Galeria

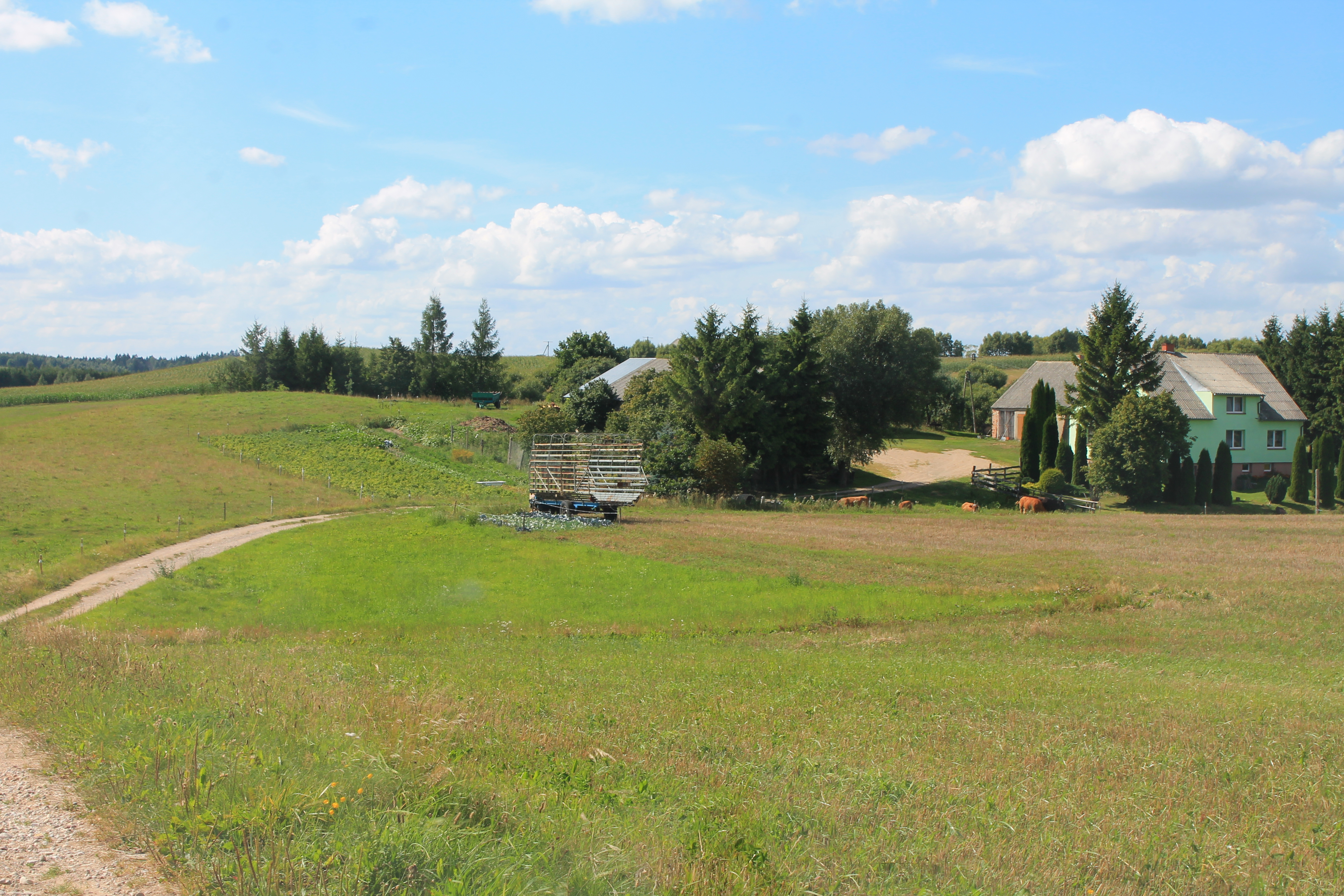
Gospodarstwo we wsi
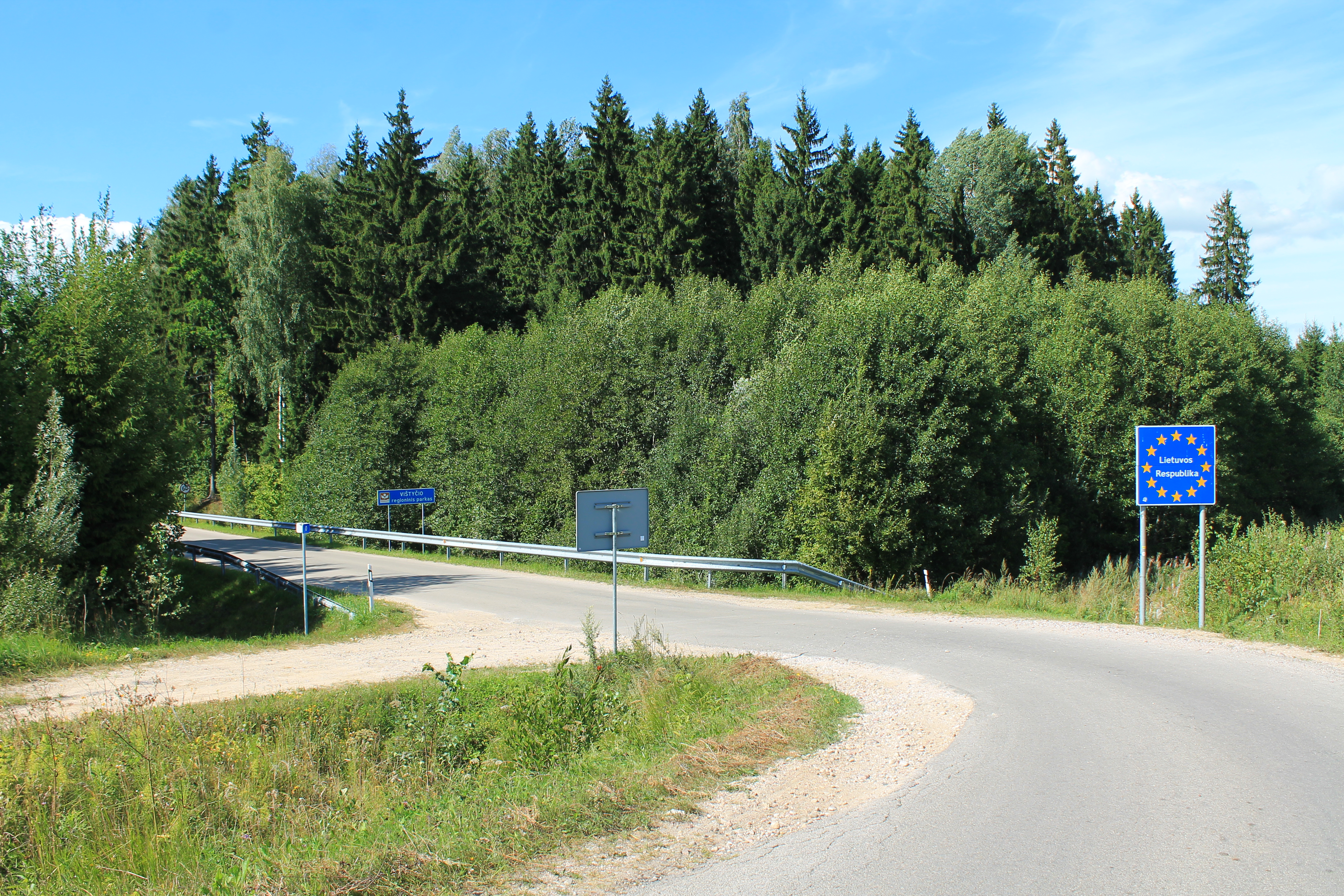
Granica polsko-litewska
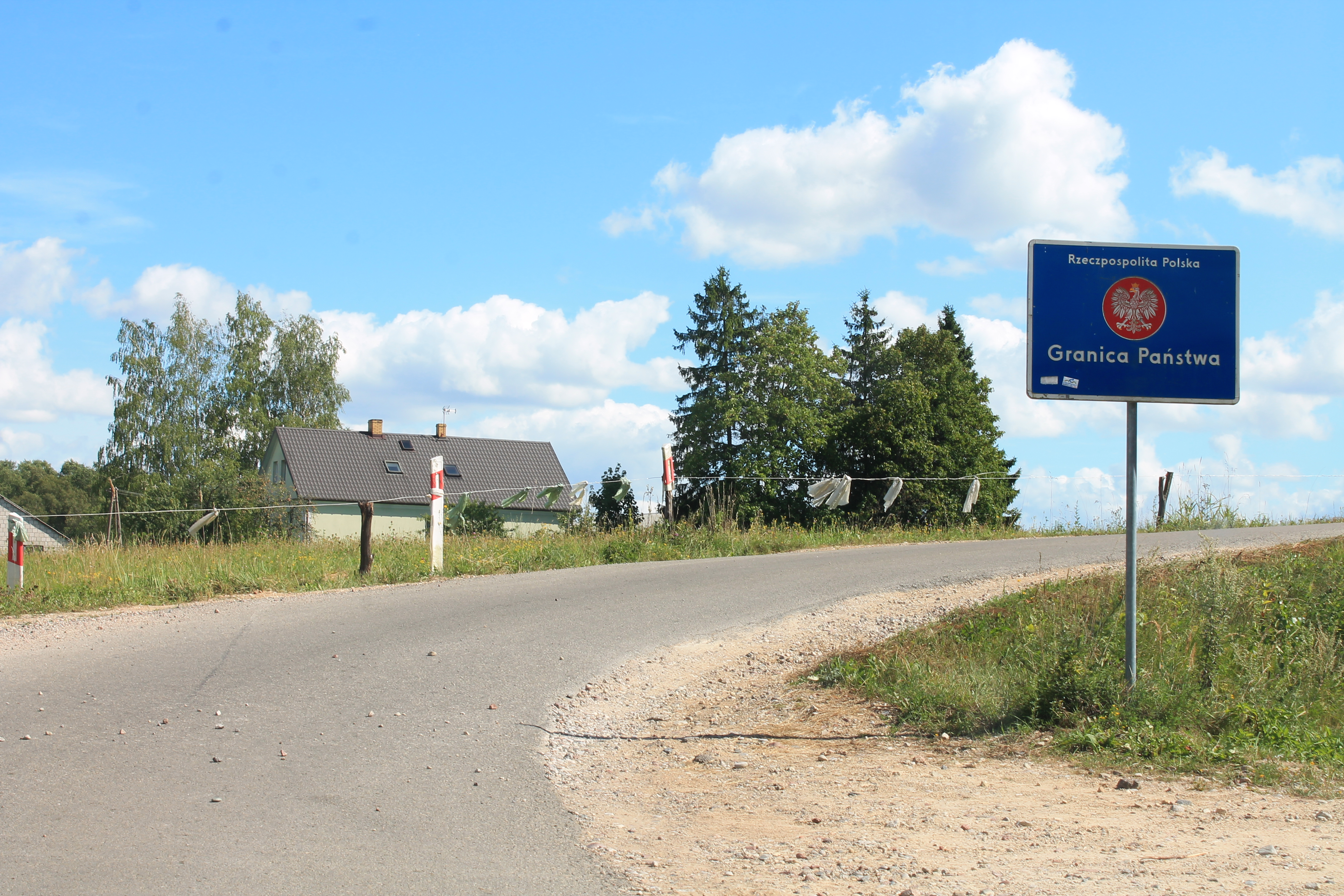
Wjazd od strony Litwy